# 경산초등학교 (경북)
경산초등학교는 대한민국 경상북도 경산시 삼남동에 있는 공립 초등학교이다.

## 학교 연혁
- 1911년 11월 17일 경산공립보통학교 설립
- 1938년 4월 1일 옥계공립심상소학교로 개칭[1]
- 1941년 4월 1일 옥계공립국민학교로 개칭[2]
- 1945년 9월 24일 경산국민학교 개칭
- 1987년 3월 11일 병설유치원 개원
- 1996년 3월 1일 경산초등학교 개칭[3]
- 2001년 1월 1일 급식소 및 식당 신축
- 2001년 5월 6일 전자도서관 개관
- 2011년 10월 30일 개교 100주년 기념식
- 2020년 9월 1일 제39대 김연옥 교장 취임
- 2021년 2월 5일 제108회 졸업(졸업생 총 수 18,307명)
- 2021년 3월 2일 초등 14학급(특수 1학급 포함), 병설유치원 3학급 편성

## 학교 상징
- 교화(校花) - 장미 : 꽃잎은 빨간색, 핑크색, 흰색 등 종류가 많고(다양), 5~10월까지 끈기 있게 피어(인내), 모든 사람에게 사랑과 정열을 심어 주는 꽃(사랑)
- 교목(校木) - 은행나무 : 공해를 이기고 장수하여 암수 따로 있어(장수), 젊음의 기상처럼 하늘 높이 솟아 자라고(번창), 가을에는 노랗게 단풍드는 유서 깊은 나무(희망)

## 참고 자료
- 경산초등학교 - 한국교육학술정보원 학교알리미